# Сано (город)
Сано (яп. 佐野市 Сано-си) — город в Японии, находящийся в префектуре Тотиги. Площадь города составляет 356,07 км², население — 120 299 человек (1 июля 2014), плотность населения — 337,85 чел./км².

## Географическое положение
Город расположен на острове Хонсю в префектуре Тотиги региона Канто. С ним граничат города Асикага, Тотиги, Канума, Кирю, Татебаяси, Мидори и посёлок Итакура.

## Население
Население города составляет 120 299 человек (1 июля 2014), а плотность — 337,85 чел./км². Изменение численности населения с 1980 по 2005 годы:
| 1980 | 124 331 чел. |  |
| 1985 | 126 287 чел. |  |
| 1990 | 128 276 чел. |  |
| 1995 | 128 099 чел. |  |
| 2000 | 125 671 чел. |  |
| 2005 | 123 926 чел. |  |

## Символика
Деревом города считается сосна, цветком — Erythronium japonicum, птицей — мандаринка.

## Города-побратимы
- Хиконе, Япония
- Асия, Япония
- Ланкастер, США
- Цюйчжоу, Китай